# Villamontán de la Valduerna
Villamontán de la Valduerna ist ein nordspanischer Ort und eine Gemeinde (municipio) mit 683 Einwohnern (Stand: 2024) im Süden der Provinz León in der Autonomen Gemeinschaft Kastilien-León. Neben dem Hauptort gehören die Ortschaften Fresno de la Valduerna, Miñambres de la Valduerna, Posada de la Valduerna, Redelga de la Valduerna, Valle de la Valduerna und Villalís de la Valduerna zur Gemeinde.

## Lage und Klima
Villamontán de la Valduerna liegt etwa 55 Kilometer südwestlich von León in einer Höhe von etwa 820 m. Das Klima ist gemäßigt bis warm; Regen (ca. 551 mm/Jahr) fällt überwiegend im Winterhalbjahr.

## Bevölkerungsentwicklung
| Jahr      | 1970 | 1981 | 1991 | 2001 | 2011 | 2021 |
| Einwohner | 2009 | 1627 | 1331 | 1064 | 859  | 709  |

## Wirtschaft
An erster Stelle im Wirtschaftsleben der Gemeinde steht traditionell die ursprünglich zur Selbstversorgung betriebene Landwirtschaft. Auf den Feldern wurden Weizen, Gerste, Wein etc. kultiviert; die Hausgärten lieferten Gemüse und Kartoffeln. 

## Sehenswürdigkeiten

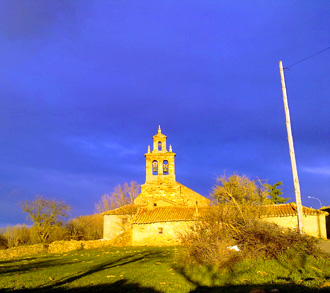
Kirche von Villalís de la Valduerna

- Kirche von Villalís de la Valduerna